# جون تايلور (عالم)
جون تايلور (بالإنجليزية: John B. Taylor)‏ (و. 1946 – م) هو عالم اقتصاد، وأستاذ جامعي، من الولايات المتحدة الأمريكية، ولد في يونكيرس، وهو عضوٌ في الأكاديمية الأمريكية للفنون والعلوم.

## التعليم
تعلم في جامعة برنستون، وجامعة ستانفورد.

## جوائز
حصل على جوائز منها:
- جائزة آدم سميث  [لغات أخرى]‏ (2007).